# Otto Schweisfurth
Otto Schweisfurth (* 21. April 1916 in Horst; † 30. Dezember 2001) war ein deutscher Fußballspieler, der seine erfolgreichsten Jahre beim FC Schalke 04 verbrachte, mit dem er dreimal Deutscher Meister wurde.

## Karriere
Schweisfurth spielte mit 19 Jahren erstmals für die erste Schalker Mannschaft und war als Innenverteidiger bald einer der Stammspieler in der Abwehr. 1937 gewann er mit Schalke das Double; nach einer schweren Verletzung kämpfte er sich in das Team zurück und stand sowohl 1939 als auch 1942 wieder im Endspiel um die deutsche Meisterschaft; 1940 konnte er nicht am Finale teilnehmen, da er in Frankreich Kriegsdienst leistete. Im selben Frühjahr hatte er als Gastspieler beim Hamburger SV mitgewirkt.
1948 wechselte Schweisfurth für eine Saison zu Preußen Hochlarmark nach Recklinghausen, wo er auch eine Arbeitsstelle als kaufmännischer Angestellter annahm. Später arbeitete er für verschiedene Vereine, darunter 1950 die TSG Sprockhövel und später die SpVgg Erkenschwick, als Trainer.